# Andrew Charlton
Pour les articles homonymes, voir Charlton.
Andrew Charlton (né le 12 août 1907 et mort le 10 décembre 1975) est un nageur australien multiple médaillé aux Jeux olympiques, en 1924 et 1928.
En 1924, ses parents sont exploitants agricoles à une dizaine de kilomètres de Sydney.

## Jeux olympiques

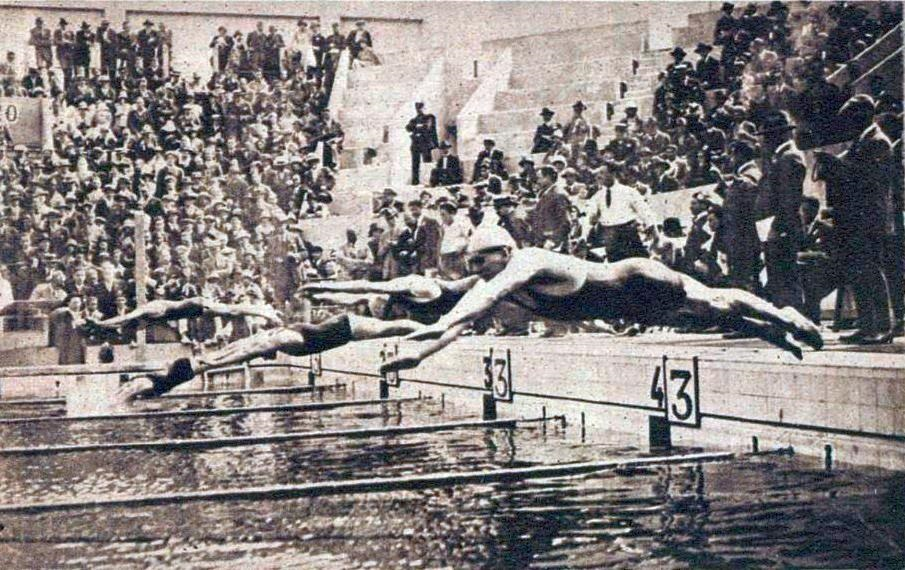
Finale du 400 mètres gage libre des JO 1924, de G. à D. Weissmuller, Borg et Charlton.

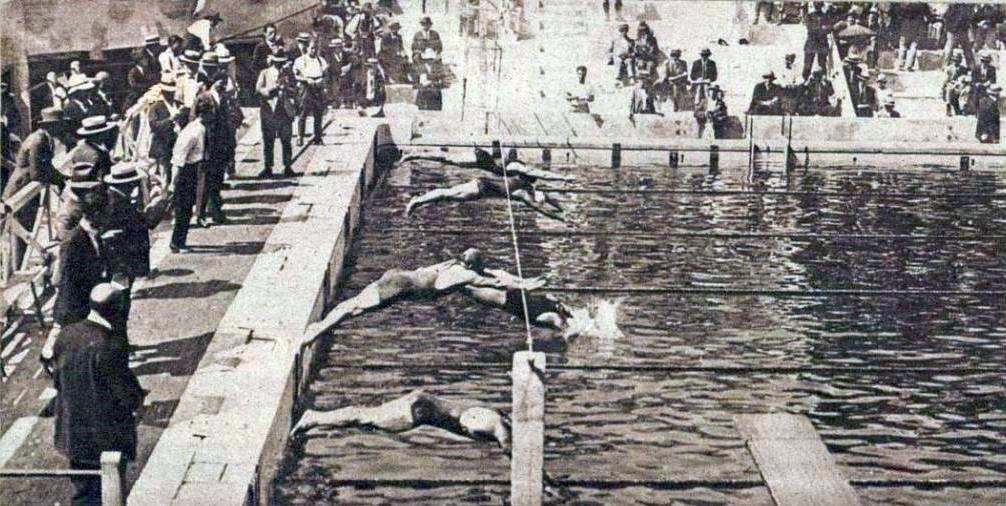
Finale du 1500 mètres aux JO de 1924.

- Jeux olympiques d'été de 1924 à Paris 
  -  Médaille d'or sur 1 500 m libre.
  -  Médaille d'argent en relais 4 × 200 m.
  -  Médaille de bronze sur 400 mètres libre.
- Jeux olympiques d'été de 1928 à Amsterdam 
  -  Médaille d'argent sur 400 m libre.
  -  Médaille d'argent sur 1 500 m libre.